# Csernek (Románia)
Csernek település Romániában, Szilágy megyében.

## Fekvése
Csákigorbó keleti szomszédjában fekvő település.

## Története
Csernek nevét az oklevelek 1336-ban említették először Cernuk néven.
1351-ben Churnucteluk, 1378-ban Charnateleke, 1625-ben Czarnak néven írták nevét.
A település első birtokosai a Sombor nemzetség tagjai voltak; Sombor fiai Gyula és Pető és Gyula fia János, és Pál fia András, akik a birtokot 1336-ban Pogány Istvánnak adták cserébe.
1378-ban Nagy Lajos király Bebek Györgynek és Imrének adományozta.
1509-ben Bebek János Somi Józsának adta zálogba.
1554-ben Somi Anna özvegy Balassa Imréné a birtok felét, mely a kolozsmegyei Almás várához tartozott férjére Patócsy Boldizsárra hagyta.
1564-ben II. János király a Somi Anna gyermekeire szállt birtokot, azok hűtlensége miatt tőlük elvette, és Némethi Ferenc tokaji várnagynak és nejének, Balassa Zsófiának és annak testvérének, Balassa Margitnak adományozta.
1577-ben Balassa Zsófia férjéé Csáky Lászlóé volt.
1595 előtt Kendy Gábor birtoka volt, Báthory Zsigmond azonban hűtlensége miatt tőle elvette, és Bocskai Istvánnak adományozta. Csernek másik birtokosa ekkor Csáky István volt.
1625-ben Csáky István volt a település birtokosa.
1696-ban  török hódoltsági falu volt.
1788-ig Diószeghy Sámuelnek is volt itt birtokrésze, melyet tőle a kincstár hűtlensége miatt lefoglalt.
1820-ban végzett összeíráskor  gróf Haller János, Telegdi Samu, Eperjesi János, Varsányi Pál, Vajda Gábor, gróf Wass Samuné, gróf Bethlen család, gróf Csáky Rozália volt a település birtokosa.
1832-ben gróf Csáky Gábor halála után az örökösei megosztoztak annak birtokain. Csernek gróf Lázár Józsefnek jutott.
1837-ben 199 lakosa volt, 27 házban.
1891-ben 568 lakosából 12 római katolikus, 811 görögkatolikus oláh, 9 református, 12 izraelita. A házak száma ekkor 99. Határa 1961 kataszteri hold volt.
Csernek a trianoni békeszerződés előtt Szolnok-Doboka vármegye Csákigorbói járásához tartozott.

## Nevezetességek
- Görögkatolikus fatemploma - 1855-ben építették újjá fából, a falu északi részében levő oldalra. 1860-ban Mihály és Gábor arkangyalok tiszteletére szentelték fel. Anyakönyvet 1824-től vezetnek.